# Alitta succinea
Alitta succinea là một loài giun đốt biển thuộc Họ Rươi. Loài này đã được ghi nhận trên khắp miền bắc và tây Đại Tây Dương, cũng như ở vịnh Maine và Nam Phi.

## Mô tả

Alitta succinea di chuyển

Loài này có thể đạt chiều dài đến 15 cm, nhưng hầu hết các mẫu có kích thước nhỏ hơn thế này. Nó có màu nâu màu ở phía sau, và màu nâu đỏ trên phần còn lại của cơ thể của nó. Nó có đầu cá với bốn mắt, hai râu hoặc xúc tu, và nhiều lông tuyến. Đầu bao gồm hai bộ phận: các trước và sau prostomium. Phân khúc cơ thể cuối cùng được gọi là đốt hậu môn.

## Vòng đời
Đây là một loài bơi tự do nhiều lông, ăn xác chết trên bề mặt đáy biển nông. Chúng ăn giun biển và các loại tảo khác. Để nuôi, nó sử dụng một vòi, trong đó có hai móc ở cuối, để nắm bắt con mồi và vẽ nó vào miệng của nó. worms ngao là một nguồn thực phẩm quan trọng đối với cá từ dưới ăn và động vật giáp xác, mặc dù họ có thể tự bảo vệ mình bằng cách tiết ra một chất dịch nhầy đó cứng lại để tạo thành một vỏ bọc xung quanh.
Trong Pha Mặt Trăng vào mùa xuân và đầu mùa hè, loài sâu này trải qua giai đoạn chuyển đổi giới tính (epigamy). Parapodia phóng to để họ có thể bơi. Những con giun này sau đó có khả năng giải phóng trứng và tinh trùng. Không lâu sau khi phun ra trứng hoặc tinh trùng thì chúng chết.
Ấu trùng phù du phát triển, phát triển thành cá thể trưởng thành và cuối cùng chìm xuống đáy nước. 

## Đồng nghĩa
Các đồng nghĩa của Alitta succinea gồm:
- Neanthes perrieri Saint-Joseph, 1898 (subjective synonym)
- Neanthes succinea (Frey & Leuckart, 1847)
- Nereis australis Treadwell, 1923 (subjective synonym)
- Nereis saltoni Hartman, 1936 (subjective synonym)
- Nereis succinea (Frey & Leuckart, 1847)
- Nereis acutifolia Ehlers, 1901 (subjective synonym)
- Nereis belawanensis Pflugfelder, 1933 (subjective synonym)
- Nereis glandulosa Ehlers, 1908 (subjective synonym)
- Nereis limbata Ehlers, 1868 (subjective synonym)
- Nereis reibischi Heinen, 1911 (subjective synonym)
- Nereis succinea Frey & Leuckart, 1847